# Laurence Olivier Awards 1994
Die 18. Laurence Olivier Awards 1994 wurden von der Society of London Theatre vergeben, um herausragende Theater- und Musicalproduktionen zu würdigen. Ausgezeichnet wurden Produktionen der Theatersaison 1993/94.

## Hintergrund
Der Laurence Olivier Award (auch Olivier Award) ist ein seit 1976 jährlich vergebener britischer Theater- und Musicalpreis. Er gilt als höchste Auszeichnung im britischen Theater und ist vergleichbar mit dem Tony Award am amerikanischen Broadway. Verliehen wird die Auszeichnung von der Society of London Theatre. Ausgezeichnet werden herausragende Darsteller und Produktionen einer Theatersaison, die im Londoner West End zu sehen waren. Die Auszeichnungen hießen zunächst Society of West End Theatre Awards und wurden 1985 zu Ehren des renommierten britischen Schauspielers Laurence Olivier in Laurence Olivier Awards umbenannt. Die Nominierten und Gewinner der Laurence Olivier Awards „werden jedes Jahr von einer Gruppe angesehener Theaterfachleute, Theaterkoryphäen und Mitgliedern des Publikums ausgewählt, die wegen ihrer Leidenschaft für das Londoner Theater“ bekannt sind.

## Gewinner und Nominierte
| Bestes neues Theaterstück | Bestes neues Musical |
| --- | --- |
| - Arcadia von Tom Stoppard – National Theatre Lyttelton - Angels in America: Perestroika von Tony Kushner – National Theatre Cottesloe - Oleanna von David Mamet – Royal Court Theatre / Duke of York’s Theatre - The Last Yankee von Arthur Miller – Duke of York’s Theatre | - City of Angels – Prince of Wales Theatre - Sunset Boulevard – Adelphi Theatre |
| Beste Wiederaufnahme Theaterstück oder Comedy | Beste Wiederaufnahme Musical |
| - Machinal – National Theatre Lyttelton - Medea – Wyndham’s Theatre - The Deep Blue Sea – Apollo Theatre - The Winter’s Tale – Royal Shakespeare Company im Barbican Centre | - Sweeney Todd – National Theatre Cottesloe - Cabaret – Donmar Warehouse - Grease – Dominion Theatre - The Beggar’s Opera – Royal Shakespeare Company im Barbican Centre |
| Beste neue Comedy | Bestes Entertainment |
| - Hysteria von Terry Johnson – Royal Court Theatre - April in Paris von John Godber – Ambassadors Theatre - The Life of Stuff von Simon Donald – Donmar Warehouse - Time of My Life von Alan Ayckbourn – Vaudeville Theatre | - A Christmas Carol – Old Vic Theatre - Jamais Vu – Vaudeville Theatre - Kit and The Widow’s January Sale – Vaudeville Theatre - Stomp – Sadler’s Wells Theatre |
| Bester Darsteller Theaterstück | Beste Darstellerin Theaterstück |
| - Mark Rylance als Benedick in Much Ado About Nothing – Queen’s Theatre - Henry Goodman als Sigmund Freud in Hysteria – Royal Court Theatre - Patrick Stewart in verschiedenen Rollen in A Christmas Carol – Old Vic Theatre - David Suchet als John in Oleanna – Royal Court Theatre                                                                                               | - Fiona Shaw als Young Woman in Machinal – National Theatre Lyttelton - Kathryn Hunter als Skriker in The Skriker – National Theatre Cottesloe - Diana Rigg als Medea in Medea – Wyndham’s Theatre - Penelope Wilton als Hester Collyer in The Deep Blue Sea – Apollo Theatre                                                        |
| Bester Darsteller Musical | Beste Darstellerin Musical |
| - Alun Armstrong als Sweeney Todd in Sweeney Todd – National Theatre Cottesloe / Lyttelton Theatre - Roger Allam als Stone in City of Angels – Prince of Wales Theatre - David Burt als Captain Macheath in The Beggar’s Opera – Royal Shakespeare Company im Barbican Centre - Alan Cumming als Emcee in Cabaret – Donmar Warehouse                                                | - Julia McKenzie als Mrs. Lovett in Sweeney Todd – National Theatre Cottesloe / Lyttelton Theatre - Haydn Gwynne als Donna/Oolie in City of Angels – Prince of Wales Theatre - Patti LuPone als Norma Desmond in Sunset Boulevard – Adelphi Theatre - Elaine Paige als Édith Piaf in Piaf – Piccadilly Theatre                       |
| Beste Comedy-Darbietung | |
| - Griff Rhys Jones als Redillon in An Absolute Turkey – Globe Theatre - Ken Campbell als Darsteller in Jamais Vu – Vaudeville Theatre - Nicholas Le Prevost als Pontagnac in An Absolute Turkey – Globe Theatre - Maggie Smith als Lady Bracknell in The Importance of Being Earnest – Aldwych Theatre                                                                              | |
| Bester Nebendarsteller | Beste Nebendarstellerin |
| - Joseph Mydell als Belize in Angels in America: Perestroika – National Theatre Cottesloe - Richard McCabe als Autolycus in The Winter’s Tale – Royal Shakespeare Company im Barbican Centre - Rufus Sewell als Septimus Hodge in Arcadia – National Theatre Lyttelton | - Helen Burns als Karen Frick in The Last Yankee – Duke of York’s Theatre - Rosemary Leach als Mrs. Railton-Bell in Separate Tables – Albery Theatre - Sandy McDade als Janice in The Life of Stuff – Donmar Warehouse - Sophie Thompson als Marcie Banks in Wildest Dreams – Royal Shakespeare Company im Barbican Centre / The Pit |
| Bester Nebendarsteller / Beste Nebendarstellerin Musical | |
| - Sara Kestelman als Frau Schneider in Cabaret – Donmar Warehouse - Henry Goodman als Buddy Fidler in City of Angels – Prince of Wales Theatre - Barry James als Beadle Bamford in Sweeney Todd – National Theatre Cottesloe / Lyttelton - Adrian Lester als Anthony Hope in Sweeney Todd – National Theatre Cottesloe / Lyttelton                                                  | |
| Bester Regisseur Theaterstück | Bester Regisseur Musical |
| - Stephen Daldry für Machinal – National Theatre Lyttelton - Phyllida Lloyd für Hysteria – Royal Court Theatre - Adrian Noble für The Winter’s Tale – Royal Shakespeare Company im Barbican Centre - Trevor Nunn für Arcadia – National Theatre Lyttelton | - Declan Donnellan für Sweeney Todd – National Theatre Cottesloe / Lyttelton - Michael Blakemore für City of Angels – Prince of Wales Theatre - John Caird für The Beggar’s Opera – Royal Shakespeare Company im Barbican Centre - Sam Mendes für Cabaret – Donmar Warehouse                                                         |
| Bester Choreograph | |
| - Luke Cresswell und Steve McNicholas für Stomp – Sadler’s Wells Theatre - Welcome Msomi für Tamburlaine the Great – Royal Shakespeare Company im Barbican Centre - Arlene Phillips für Grease – Dominion Theatre - Anthony Van Laast für Hair – Old Vic Theatre und The Beggar’s Opera – Royal Shakespeare Company im Barbican Centre                                              | |
| Bestes Bühnenbild | Bestes Kostümdesign |
| - Mark Thompson für Hysteria – Royal Court Theatre - Peter J. Davison für Medea – Wyndham’s Theatre - Ian MacNeil für Machinal – National Theatre Lyttelton - Anthony Ward für The Winter’s Tale – Royal Shakespeare Company im Barbican Centre | - Gerald Scarfe für An Absolute Turkey – Globe Theatre - Sue Blane für Antony and Cleopatra – Royal Shakespeare Company im Barbican Centre - Johan Engels für Tamburlaine the Great – Royal Shakespeare Company im Barbican Centre - Anthony Ward für The Winter’s Tale – Royal Shakespeare Company im Barbican Centre               |
| Bestes Lichtdesign | |
| - Rick Fisher für Hysteria – Royal Court Theatre, Machinal – National Theatre Lyttelton und Moonlight – Comedy Theatre - Wayne Dowdeswell und Terry Hands für Tamburlaine the Great – Royal Shakespeare Company im Barbican Centre - Wayne Dowdeswell für Medea – Wyndham’s Theatre - Brian Harris für The School of Night – Royal Shakespeare Company im Barbican Centre / The Pit | |
| Herausragende Leistungen Ballett | Beste neue Ballettproduktion |
| - Tänzer und Tänzerinnen für ihre Ballettsaison, London Contemporary Dance Theatre – Sadler’s Wells Theatre - Darcey Bussell in Ballet Imperial und La Ronde, The Royal Ballet – Royal Opera House - Sylvie Guillem in Herman Schmerman, The Royal Ballet – Royal Opera House - Marion Tait Als Choreographin von Romeo and Juliet, Birmingham Royal Ballet – Royal Opera House     | - Choreartium, Birmingham Royal Ballet – Royal Opera House - Herman Schmerman, The Royal Ballet – Royal Opera House - Romeo and Juliet, Birmingham Royal Ballet – Royal Opera House - The Nutcracker, Adventures in Motion Pictures – Sadler’s Wells Theatre                                                                         |
| Herausragende Leistungen Oper | Beste neue Opernproduktion |
| - Das Orchester für Inquest of Love und Lohengrin, English National Opera – London Coliseum - Paul Daniel als Dirigent, das Ensemble und das Orchester für Gloriana, Opera North – Royal Opera House - Charles Mackerras als Dirigent für Tristan und Isolde, Welsh National Opera – Royal Opera House - Ann Murray in Ariodante, English National Opera – London Coliseum          | - La damnation de Faust, The Royal Opera – Royal Opera House - Ariodante, English National Opera – London Coliseum - Die Meistersinger von Nürnberg, The Royal Opera – Royal Opera House - Gloriana, Opera North – Royal Opera House                                                                                                 |

## Sonderpreise
| Kategorie                         | Preisträger   |
| --------------------------------- | ------------- |
| Sonderpreis der Society of London | Sam Wanamaker |

## Statistik

### Mehrfache Nominierungen
- 6 Nominierungen: Sweeney Todd
- 5 Nominierungen: City of Angels, Hysteria, Machinal und The Winter’s Tale
- 4 Nominierungen: Cabaret und Medea
- 3 Nominierungen: An Absolute Turkey, Arcadia, Oleanna und Tamburlaine the Great
- 2 Nominierungen: A Christmas Carol, Angels in America: Perestroika, Ariodante, Gloriana, Grease, Herman Schmerman, Jamais Vu, Romeo and Juliet, Stomp, Sunset Boulevard, The Beggar’s Opera, The Deep Blue Sea, The Last Yankee und The Life of Stuff

### Mehrfache Gewinne
- 4 Gewinne: Machinal und Sweeney Todd
- 3 Gewinne: Hysteria
- 2 Gewinne: An Absolute Turkey